# 新基站
新基站（：／ Singi yeok */?）是大邱地鐵1號線沿線的一座地下車站，位於韓國大邱廣域市東區栗下洞，韓語副站名為「新基韓樹內科」（신기한속내과）。

## 車站結構
站體為2面2線側式月台的地下車站，候車月台設有月台幕門，並有4處出口。

### 月台配置
| 栗下 ↑   |
| \| 上    |
| ↓ 半夜月 |

| 月台 | 路線               | 目的地                       |
| ---- | ------------------ | ---------------------------- |
| 上行 | ●大邱都市铁道1号线 | 半月堂、中央路、舌化椧谷方向 |
| 下行 | ●大邱都市铁道1号线 | 半夜月、角山、安心方向       |

## 历史
- 1998年5月2日：开通使用。

## 車站周邊
- 新基中學
- 安心市民體育公園
- 安心1洞行政福利中心
- 安心社會福祉館
- 木蓮市場
- 東區區立安心圖書館

## 圖片

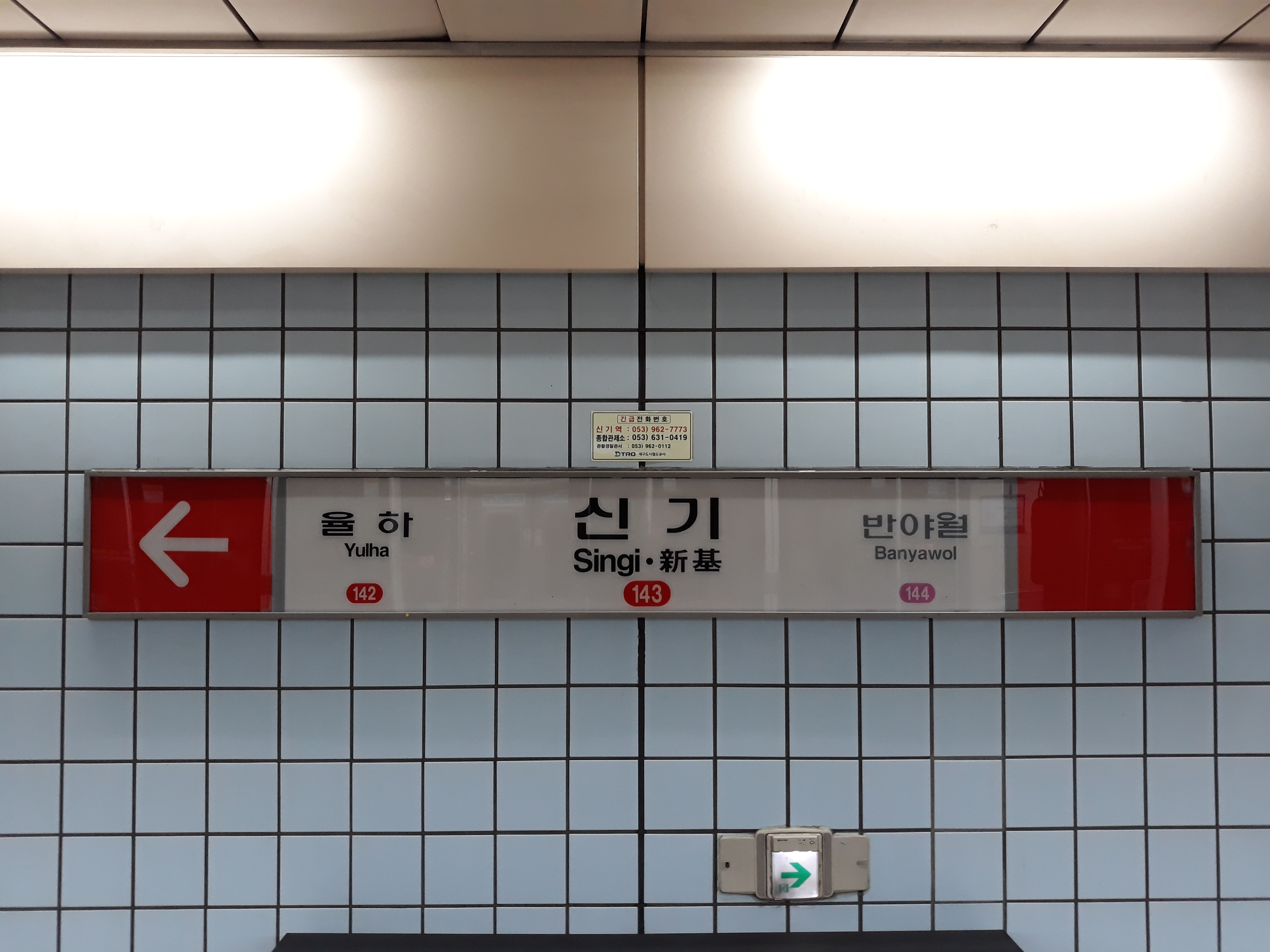
站名牌
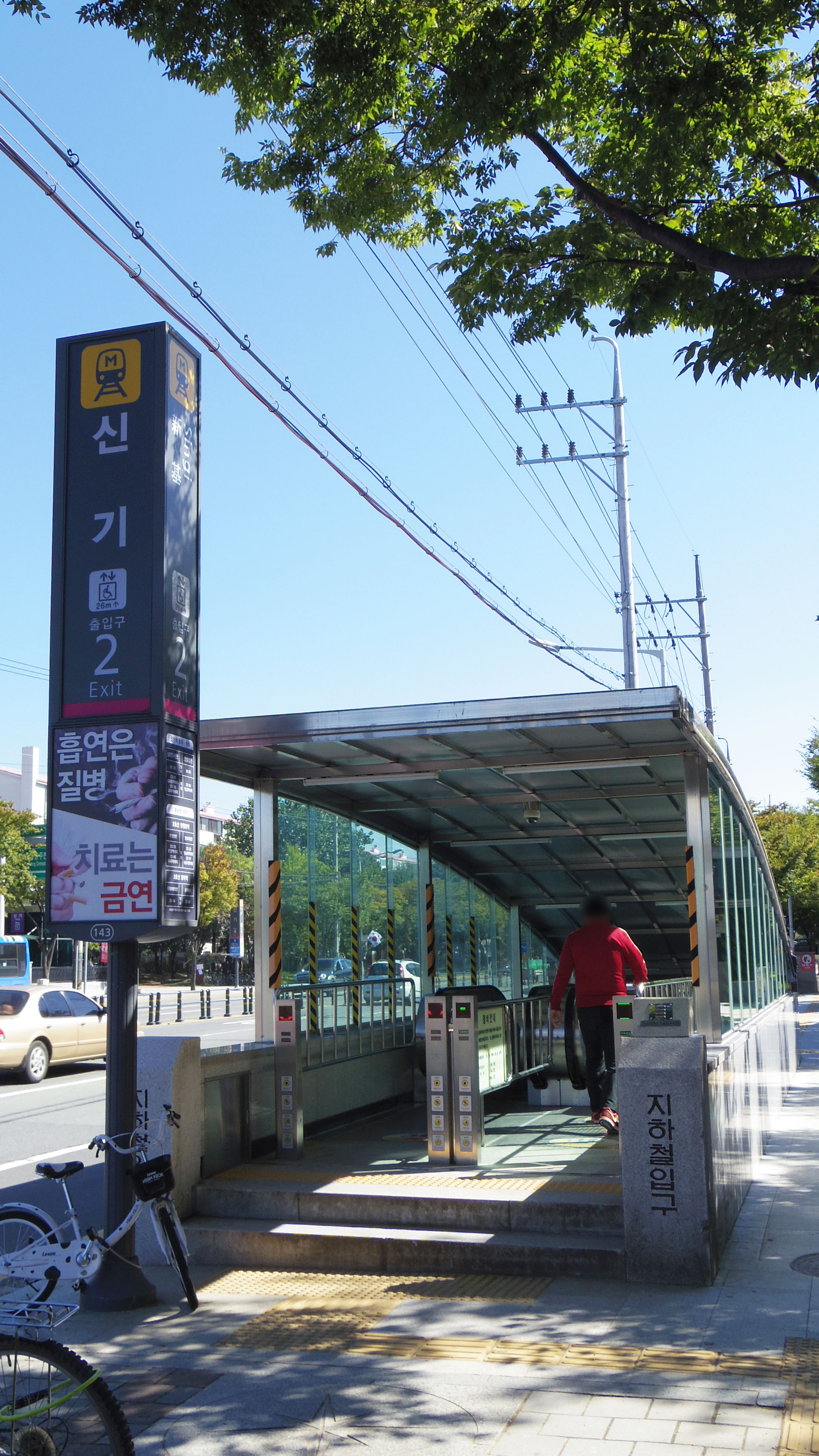
2號出口
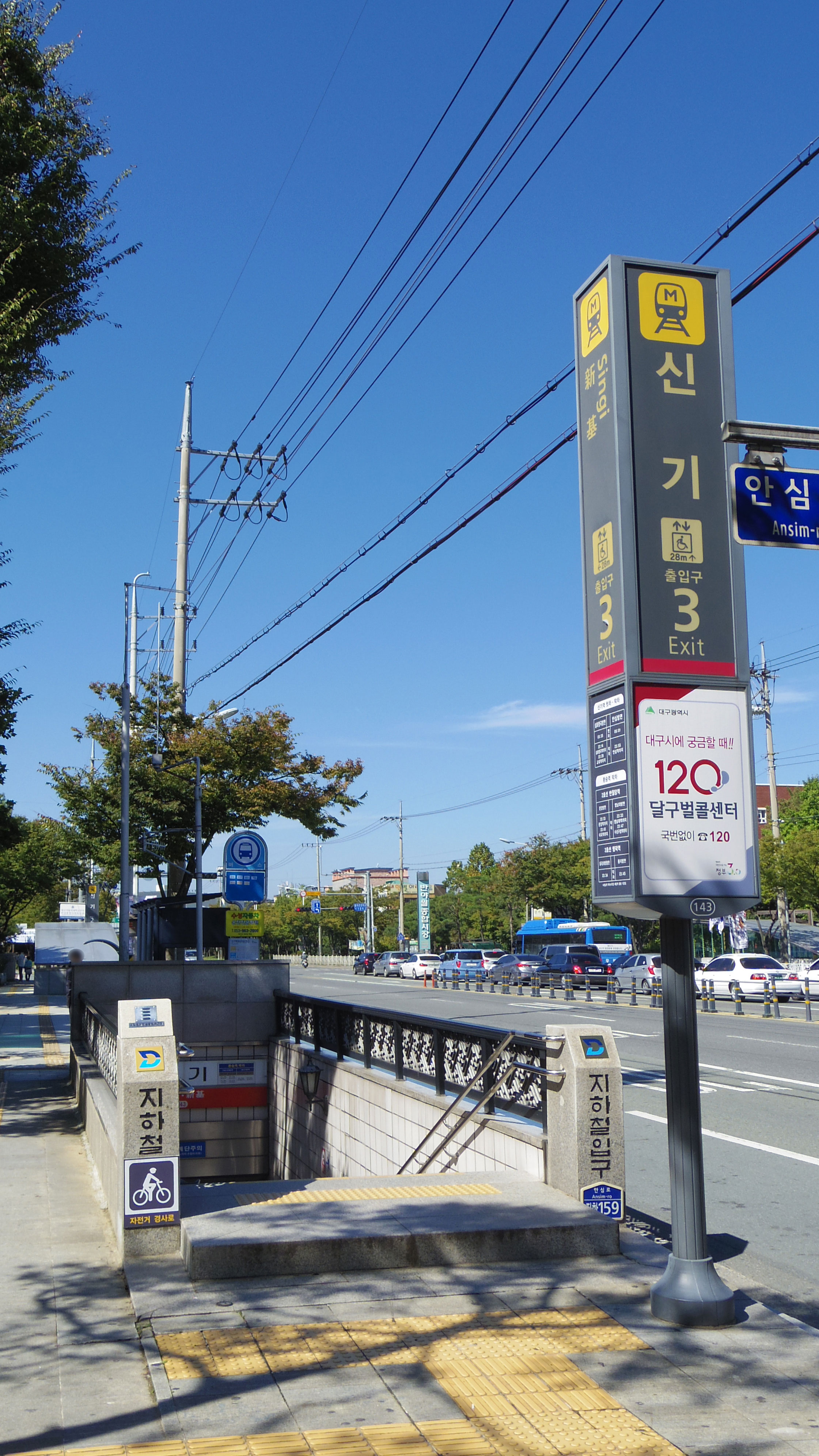
3號出口

## 相鄰車站
大邱都市鐵道公社
●大邱都市铁道1号线
栗下（142）－新基（143）－半夜月（144）